# 689

## Decese
- Alagis, duce longobard de Trento și Brescia, din 688, rege al longobarzilor (n. ?)